# Rabí Zag de Sujurmenza
Rabí Zag de Sujurmenza fue un judío converso español del siglo XIII, que ayudó a Alfonso X el Sabio en sus trabajos científicos.
El rey le mandó que escribiese del Astrolabio redondo, del Astrolabio llano, de las Constelaciones y de la Lámina universal; que tradujese el libro de las Armellas de Tolomeo y que escribiese sobre la Piedra de la sombra, Relox de agua, de Argente vivo o azogue y de la Candela. De sus producciones, las más importantes son las del Astrolabio redondo y la del Astrolabio llano. En la primera el autor se eleva a profundas consideraciones científicas, que revelan los vastos conocimientos que poseía en ciencias exactas. Se ha dicho que con este libro Zag de Sujurmenza reformó el carácter de la ciencia astronómica y contribuyó a su adelanto, sin perder de vista los estudios de los sabios árabes, ya para seguir sus huellas, ya para desvanecer sus errores. Las demás obras del converso, si menos extensas, no carecen de mérito.